# HD29479
HD29479 — хімічно пекулярна зоря спектрального класу A3, що має видиму зоряну величину в смузі V приблизно  5,1.
Вона  розташована на відстані близько 151,8 світлових років від Сонця.

## Фізичні характеристики
Зоря HD29479 обертається 
досить швидко 
навколо своєї осі. Проєкція її екваторіальної швидкості на промінь зору становить  Vsin(i)= 63км/сек.